# Disszociáció (pszichológia)
Szétválasztás, elkülönítés, tudat szétesés. (Nem a skizofrénia értelmében vett tudathasadásról van szó, hanem a pszichikum tudatos és nem tudatos törekvései és tartalmai közötti merev elkülönülésről és a köztük rögzült feszültségről.)
Ez a disszociáció kiterjed a deklaratív, explicit és a készség alapú emlékezeti rendszerek sérülésére is.
Maga a disszociáció bármikor megtörténhet, sőt, sokszor meg is történik velünk úgy, hogy annak semmi különösebb - komolyabb - következménye(i) nem lesz(nek). Ilyen például, mikor nagyon beleéljük magunkat valamibe: zenébe, táncba. Ezekben az esetekben szokott elhangzani, hogy „Nem is voltam itt”.